# Резолюция Совета Безопасности ООН 870
Резолюция Совета Безопасности Организации Объединённых Наций 870 (код — S/RES/870), принятая 1 октября 1993 года подтвердив резолюцию 743 (1992) и последующие резолюции, касающиеся Сил ООН по защите (UNPROFOR), совет, действуя на основании главы VII Устава ООН, продлил мандат UNPROFOR на дополнительный период, заканчивающийся 5 октября 1993 года.
Совет подтвердил свою решимость обеспечить безопасность УНПРОФОР и свободу передвижения для всех его миссий в Боснии и Герцеговине и Хорватии.
За принятие резолюции проголосовали все постоянные (Китайская Народная Республика, Французская Республика, Российская Федерация, Соединённое Королевство Великобритании и Северной Ирландии, Соединённые Штаты Америки) и непостоянные (Федеративная Республика Бразилия, Республика Кабо-Верде, Республика Джибути, Королевство Испания, Венгрия, Государство Япония, Королевство Марокко, Новая Зеландия, Исламская Республика Пакистан, Боливарианская Республика Венесуэла) члены СБ ООН.